# Coscinia quadrifasciata
Coscinia quadrifasciata är en fjärilsart som beskrevs av Hans Reisser 1933. Coscinia quadrifasciata ingår i släktet Coscinia och familjen björnspinnare. Inga underarter finns listade i Catalogue of Life.